# Лоутон, Чарльз
Чарльз Ло́утон (также Лаутон, Лотон англ. Charles Laughton, 1 июля 1899 — 15 декабря 1962) — британский и американский актёр и режиссёр, обладатель премии «Оскар» за лучшую мужскую роль в фильме «Частная жизнь Генриха VIII».

## Биография
Родился в английском графстве Йоркшир в семье владельцев отеля Элизы (1869–1953) и Роберта Лоутона (1869–1924). Участвовал в Первой мировой войне, во время газовой атаки получил сильное отравление. После демобилизации начал работать в семейном отеле, но уже тогда заинтересовался актёрским мастерством и стал членом любительской труппы. В 1926 году после обучения в Королевской академии драматического искусства в Лондоне вышел на сцену Театра Барнса в роли Осипа в гоголевском «Ревизоре».
В 1928 году совместно с Эльзой Ланчестер снялся в трёх короткометражных фильмах, поставленных Айвором Монтегю по рассказам Герберта Уэллса. За этим последовали эпизодические роли в фильмах «Пикадилли» (1928) и «Старый тёмный дом» (1932), первом голливудском фильме Лоутона. В 1929 году Лоутон и Ланчестер поженились, но детей у них не было; в опубликованных на склоне жизни мемуарах вдова Лоутона объясняла это обстоятельство его гомосексуальностью.
«Старый тёмный дом» ознаменовал быстрое восхождение артиста в Голливуде. Лоутон никогда не придерживался определённого актёрского амплуа. Несмотря на внушительную фигуру, он был очень подвижным актёром, чей комедийный талант великолепно дополняла высокая интеллигентность. На сцене он блистал не меньше, чем в кино. Его великолепные актёрские данные особенно раскрылись в ролях Лопахина в чеховском «Вишнёвом саде» (Лондон, 1933) и в заглавной роли в «Галилео Галилее» Бертольта Брехта (Лос-Анджелес, 1947).
Его первой совместной работой с режиссёром Александром Кордой стал фильм «Частная жизнь Генриха VIII» (1933). В 1934 году за роль короля Генриха он был награжден «Оскаром». За этим последовали «Мятеж на „Баунти“» (1935) и «Рембрандт» (1936). Эти фильмы сделали характерного актёра кинозвездой. В 1936 году он был номинирован на «Оскар» за роль капитана Уильяма Блайя в фильме «Мятеж на „Баунти“». В 1937 году вместе с бывшим продюсером UFA Эрихом Поммером он основал собственную кинокомпанию Mayflower Pictures Corporation, где были сняты три фильма, в каждом из которых он исполнил главную роль – «Сосуд гнева» (1938) с Эльзой Ланчестер по новелле Уильяма Сомерсета Моэма (единственная режиссёрская работа Поммера), «Переулок святого Мартина» (1938) с Вивьен Ли и «Таверна „Ямайка“» (1939) в постановке Альфреда Хичкока по роману Дафны Дюморье.
В 1950 году Лоутон получил американское гражданство. В 1955 году снял фильм «Ночь охотника», ставший его единственной работой в качестве режиссёра и сценариста. Из его поздних ролей часто отмечают роль опытного, проницательного адвоката в фильме «Свидетель обвинения» (1957). За главную роль в политической драме «Совет и согласие» (1962) Лоутон уже посмертно был выдвинут на премию Британской киноакадемии.
Скончался в Голливуде от рака почек в 1962 году. Похоронен в Мемориальном парке Форест-Лоун (Голливудские холмы).

## Избранная фильмография
| Год  |   | Русское название                           | Оригинальное название                 | Роль                               |
| ---- | - | ------------------------------------------ | ------------------------------------- | ---------------------------------- |
| 1932 | ф | Старый тёмный дом                          | The Old Dark House                    | сэр Уильям Портерхаус              |
| 1932 | ф | Знак креста                                | The Sign of the Cross                 | Нерон                              |
| 1932 | ф | Остров потерянных душ                      | Island of Lost Souls                  | доктор Моро                        |
| 1932 | ф | Отсроченный платёж                         | Payment Deferred                      | Уильям Марбл                       |
| 1933 | ф | Белая женщина                              | White Woman                           | владелец каучуковых плантаций      |
| 1933 | ф | Частная жизнь Генриха VIII                 | The Private Life of Henry VIII        | Генрих VIII                        |
| 1934 | ф | Барретты с Уимпоул-стрит                   | The Barretts of Wimpole Street        | Эдуард Моултон-Барретт             |
| 1935 | ф | Отверженные                                | Les Misérables                        | инспектор Эмиль Жавер              |
| 1935 | ф | Мятеж на «Баунти»                          | Mutiny on the Bounty                  | капитан Уильям Блай                |
| 1936 | ф | Рембрандт                                  | Rembrandt                             | Рембрандт                          |
| 1939 | ф | Таверна «Ямайка»                           | Jamaica Inn                           | сэр Хамфри Пенгаллан               |
| 1939 | ф | Горбун из Нотр-Дама                        | The Hunchback of Notre Dame           | Квазимодо                          |
| 1941 | ф | Всё началось с Евы                         | It Started with Eve                   | Джонатан Рейнольдс                 |
| 1942 | ф | Сказки Манхэттена                          | Tales of Manhattan                    | Чарльз Смит                        |
| 1943 | ф | Вечность и один день                       | Forever and a Day                     | Беллами, дворецкий                 |
| 1943 | ф | Эта земля моя                              | This Land Is Mine                     | Альберт Лори                       |
| 1944 | ф | Кентервильское привидение                  | The Canterville Ghost                 | сэр Саймон Кентервиль / Привидение |
| 1944 | ф | Подозреваемый                              | The Suspect                           | Филип Маршалл                      |
| 1945 | ф | Капитан Кидд                               | Captain Kidd                          | капитан Уильям Кидд                |
| 1947 | ф | Дело Парадайна                             | The Paradine Case                     | судья Томас Хорфилд                |
| 1948 | ф | Триумфальная арка                          | Arch of Triumph                       | Ивон Хааке                         |
| 1948 | ф | Большие часы                               | The Big Clock                         | Эрл Дженот                         |
| 1949 | ф | Подкуп                                     | The Bribe                             | Дж. Дж. Билер                      |
| 1952 | ф | Эбботт и Костелло встречают капитана Кидда | Abbott and Costello Meet Captain Kidd | капитан Уильям Кидд                |
| 1952 | ф | Вождь краснокожих и другие…                | O. Henry's Full House                 | Соупи (новелла «Фараон и хорал»)   |
| 1953 | ф | Саломея                                    | Salome                                | Ирод Антипа                        |
| 1953 | ф | Малышка Бесс                               | Young Bess                            | Генрих VIII                        |
| 1954 | ф | Выбор Хобсона                              | Hobson's Choice                       | Генри Горацио Хобсон               |
| 1957 | ф | Свидетель обвинения                        | Witness for the Prosecution           | сэр Уилфрид Робартс                |
| 1960 | ф | Спартак                                    | Spartacus                             | Гракх                              |
| 1960 | ф | Под десятью флагами                        | Under Ten Flags                       | адмирал Рассел                     |
| 1962 | ф | Совет и согласие                           | Advise & Consent                      | сенатор Сибрайт Кули               |